# Onychopterocheilus spheciformis
Onychopterocheilus spheciformis är en stekelart som först beskrevs av Gusenleitner 1970.  Onychopterocheilus spheciformis ingår i släktet Onychopterocheilus och familjen Eumenidae. Inga underarter finns listade i Catalogue of Life.